# Frances Cleveland
Frances Clara Folsom Cleveland Preston (ur. 21 lipca 1864 w Buffalo, zm. 29 października 1947 w Baltimore) – żona prezydenta Grovera Clevelanda i pierwsza dama USA od 2 czerwca 1886 do 4 marca 1889 i ponownie od 4 marca 1893 do 4 marca 1897.

## Życiorys
Frances Folsom urodziła się 21 lipca 1864 w Buffalo, jako córka Oscara Folsoma i jego żony Emmy. Rodzina Folsomów była zaprzyjaźniona z Groverem Clevelandem, który znał Frances od jej narodzin. Po śmierci Oscara Folsoma, wdowa po nim i 11-letnia córka znalazły się pod opieką Clevelanda. Frances uczęszczała do szkół publicznych w Buffalo, a studia odbyła w Wells College w Aurorze. W czasie kiedy Cleveland pełnił pierwszą kadencję na fotelu prezydenckim rozpoczęła się korespondencja pomiędzy nim a Frances Folsom, która zmieniła charakter ich znajomości.
W 1885 roku, gdy Frances skończyła studia, przyszli małżonkowie się zaręczyli. Były one objęte tajemnicą, która wyszła na jaw dopiero wiosną roku 1886, kiedy to Biały Dom opublikował oficjalne obwieszczenie ślubu prezydenta. Ślub odbył się 2 czerwca w Białym Domu. Nowa pierwsza dama nie interesowała się polityką i nie ingerowała w sprawy męża. Prezydent także nie zasięgał rady u żony – wolał by pozostała domatorką. Po zakończeniu pierwszej kadencji w Białym Domu, Cleveland przegrał wybory, jednak 4 lata później ponownie wystartował jako kandydat Partii Demokratycznej i pokonał Benjamina Harrisona. W 1892 roku Frances Cleveland ponownie została pierwszą damą. Elita waszyngtońska odnosiła się do niej z wielkim entuzjazmem – Frances, pod względem popularności, była porównywana do Dolley Madison. Nie wprowadziła żadnych znaczących zmian w siedzibie prezydenckiej: przyjęcia odbywały się w czwartki, a w soboty organizowano bale przeznaczone dla kobiet. W Waszyngtonie i innych większych miastach, panowała wówczas moda, polegająca na stylu ubierania się i prowadzenia jak pierwsza dama. Z tego też powodu modę nazwano „a la Cleveland”. Clevelandowie tylko połowę roku spędzali w Białym Domu; na wiosnę i jesienią mieszkali w Oak View w Georgetown.
Po zakończeniu kadencji prezydenckiej, oboje przeprowadzili się do Princeton. Grover Cleveland zmarł 24 czerwca 1908 roku. Pięć lat później, 10 lutego 1913 Frances ponownie wyszła za mąż za profesora archeologii, Thomasa Jexa Prestona. Angażowała się wówczas w działalność dobroczynną, między innymi zbiórkami pieniędzy dla Wells College czy wykładami wyjaśniającymi istotę I wojny światowej.
Zmarła 29 października 1947 roku we śnie w Baltimore. Została pochowana obok pierwszego męża w Princeton.

## Życie prywatne
Frances Folsom wyszła za mąż za Grovera Clevelanda 2 czerwca 1886 roku. Para miała pięcioro dzieci: Ruth (ur. 3 października 1891), Esther (ur. 9 września 1893), Marion (ur. 7 lipca 1895), Richarda Folsoma (28 października 1897) i Francisa Grovera (ur. 18 lipca 1903).